# آنگوکلانگ

آنگوکلانگ یک ساز موسیقی از منطقه سوندانی در جاوه غربی اندونزی است که از تعداد زیادی لوله بامبو متصل به یک قاب بامبو ساخته شده‌است. [۱] لوله‌ها به گونه ای تراشیده شده‌اند که در هنگام برخورد دارای یک پیچ طنین انداز هستند. پایه قاب در یک دست نگه داشته می‌شود، در حالی که دست دیگر ساز را تکان می‌دهد و باعث می‌شود یک نت تکراری به صدا در آید.
آنگلانگ در سراسر جهان محبوب است، اما منشأ آن در استانهای فعلی جاوه غربی و بانتان در اندونزی است و قرن هاست که توسط سوندانی‌ها نواخته می‌شود. این ساز و موسیقی آن به بخش مهمی از هویت فرهنگی جوامع سوندانی در جاوه غربی و بنتن تبدیل شده‌است. نواختن انگکلانگ به عنوان ارکستر نیاز به همکاری و هماهنگی دارد و اعتقاد بر این است که ارزش‌های کار گروهی، احترام متقابل و هماهنگی اجتماعی را ارتقا می‌بخشد.